# سيرة تقديسية

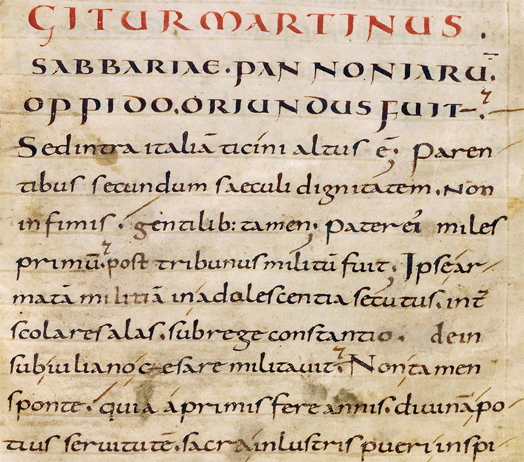

السيرة التقديسية أو سير القديسين (بالإنجليزية: Hagiography)‏ تشير إلى سير القديسين وقادة الكنيسة. ويوجد مصطلح أدب القداسة (بالإنجليزية: Hagiology)‏ أيضاً وهو دراسة سير القديسين ولكنه أقل شيوعاً. تتركز سير القديسين في المسيحية على حياة ومعجزات رجال ونساء، تم تطويبهم من قبل الكنيسة الرومانية الكاثوليكية والطائفة الإنجيلية والكنائس الأرثوذكسية الشرقية والكنائس في الشرق.
هناك نصوص سير تقديسية في الديانات الأخرى مثل البوذية والإسلام والسيخية أيضاً، (مثل سيرة جانام ساخي عند السيخ) تمجد القديسين والمعلمين وغيرهم من الأفراد الذين يعتقد أن لهم سلطة مقدسة.
مصطلح «سير القديسين» يُستخدم مصطلحًا لتحقير أعمال كتاب السيرة والمؤرخين التي ينظر إليها على أنها تمت دون تمحيص، أو تحتوي على قدر عالي من «التبجيل» والتعظيم لموضوعهم. على الرغم من ذلك، تعتبر كتب المناقب ولا سيما في العصور الوسطى، مصادر تاريخية ذات قيمة لأنها غالباً ما تتضمن سجلًا قيماً للتاريخ المحلي.